# ブルッフミュールバッハ＝ミーザウ
ブルッフミュールバッハ＝ミーザウ (独: Bruchmühlbach-Miesau)はドイツ連邦共和国 ラインラント＝プファルツ州カイザースラウテルン郡にある町村。ブルッフミュールバッハ＝ミーザウ連合自治体 (独: Verbandsgemeinde Bruchmühlbach-Miesau) の行政庁所在地である。
ホンブルクの北東約10km、カイザースラウテルンの西約25kmに位置する。